# A voladorok tánca

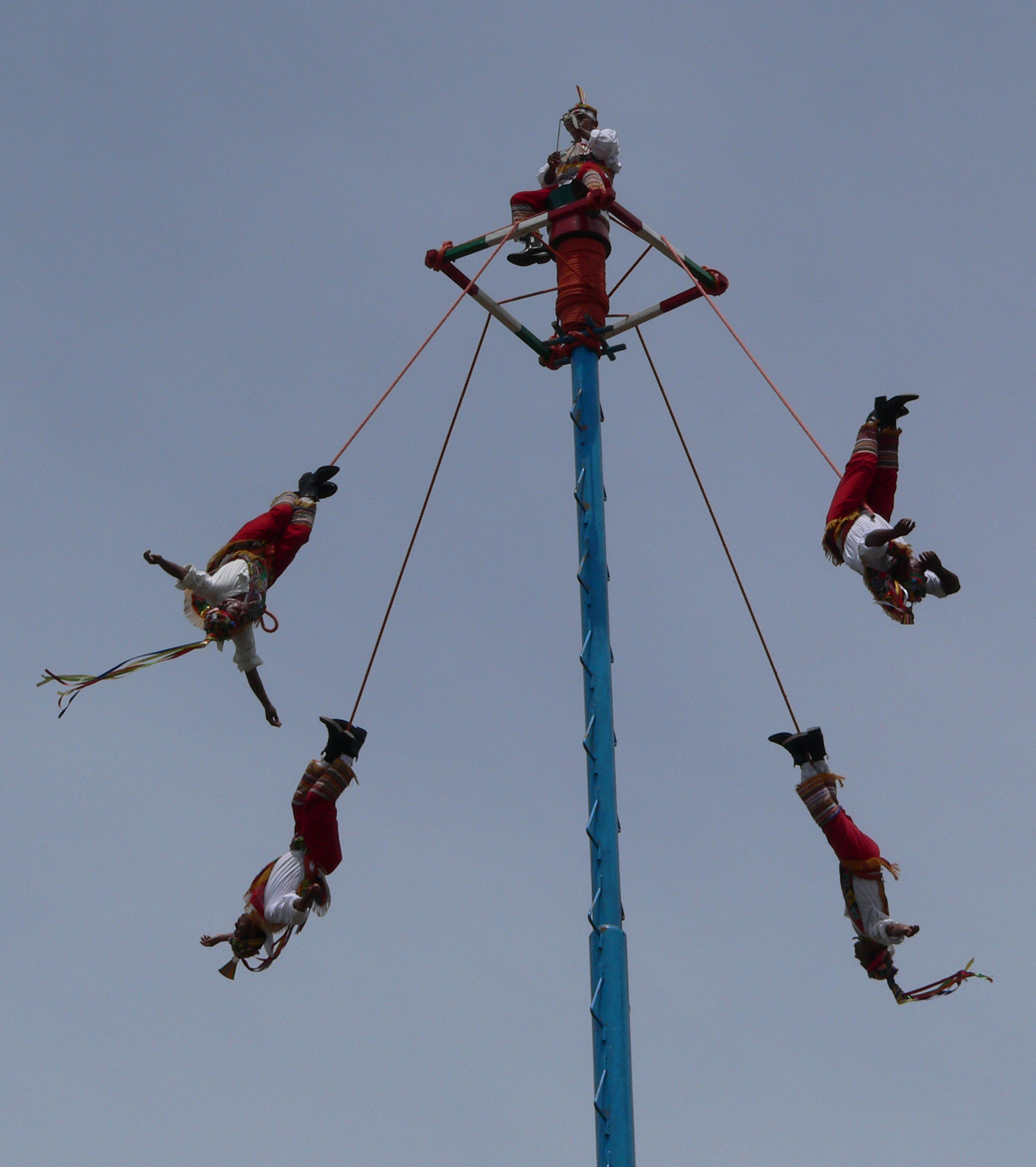
A voladorok tánca

Voladorok tánca (spanyolul: danza de los voladores; a volador szó jelentése „repülő”) a neve annak az ősi mezoamerikai, vallásos eredetű akrobatikus mutatványnak, amelyet néha még ma is előadnak, főként Mexikó Veracruz államának bizonyos részein, ma már leginkább csak turisztikai látványosságként. 2009-ben az UNESCO felvette a szellemi kulturális örökségeket tartalmazó listájába.

## A szertartás
A „táncot” mindig öt férfi adja elő. Először felmásznak egy 18–40 méter magas, függőlegesen felállított póznára (régen egy frissen kivágott fát használtak erre a célra), amelynek tetejére egy kis állványt rögzítettek, majd egyikük háromlyukú nádfurulyán és a kezéhez hozzákötött kis dobon zenélni kezd a nap és a négy égtáj szeleinek tiszteletére, a másik négy pedig kötélre köti magát és amikor a zenész jelt ad rá, leugrik az állványról. A pózna tetején levő állványt a függőleges tengely körül forgatni kezdik, így a kötelek lassan csavarodnak le, a négy résztvevő emiatt körbe-körbe forog a levegőben (fejjel lefelé lógva, karjaikat – madarakat utánozva – széttárva), miközben fokozatosan ereszkednek lefelé, végül elérik a talajt (de előtte megfordulnak, hogy lábbal lefelé érkezzenek meg). Az egész ereszkedési mutatvány legfeljebb néhány percig tart, ezalatt a hagyomány szerint 13-szor fordulnak körbe, így a négy ember összes fordulatainak száma 52, ami nem véletlen, hiszen az ősi mezoamerikai naptár szerint 52 évente kezdődik új napciklus.

## Története
A voladorok szertartása még a spanyol hódítás előtti időkből származik, de pontos eredete ismeretlen. Egy legenda szerint egyszer a totonacapani birodalomban nagy aszály pusztított, amelyre egy öreg „bölcs” azt tanácsolta néhány fiatalnak, hogy keressék meg és vágják ki a környező erdők legmagasabb, legerősebb és legegyenesebb fáját, hogy annak segítségével egy zenés szertartást tudjanak előadni, amellyel elnyerhetik az esőt elhozni képes istenek jóakaratát. Hogy minél közelebb kerülhessenek az istenekhez, ezért a szertartást a fatörzs csúcsán kell bemutatni. A szertartás sikeres volt, az eső megérkezett, így onnantól kezdve minden tavasz elején bemutatták. Ez a legenda azonban nem ad magyarázatot arra, hogy a négy repülő ember miért utánoz madarakat, és régebben miért díszítették ruháikat különféle madártollakkal is.
Régebben a szertartás jóval hosszabb volt, mint maga a póznára való felmászás és leereszkedés. A csoport vezetője először elment az erdőbe, megkereste a legalkalmasabb fát, megbocsátást kérve körbetáncolta azt, majd egy-egy kortynyi szesszel megjelölte a négy égtájat a fa körül. Kiszámították, hogy kivágás után a fa hova fog dőlni, és ezt a területet megtisztították, hogy véletlenül se sérüljön meg a kidőlő törzs. Amikor a növény a földre esett, megtisztították ágaitól és lombozatától, majd kisebb fatörzseket kerekekként használva elvontatták a település központjába, majd kötelekkel vagy liánokkal körbefonták, hogy később fel lehessen rá mászni, végül felerősítették rá a forgatható részt (az úgynevezett tecomatét) és a rajta levő állványt. Eközben és ezután is tilos volt átlépni a törzs felett, illetve tilos volt nőknek megérinteniük a fát, mivel ezek hitük szerint mind balszerencsét jelentettek volna. Még mielőtt beleállították volna az oszlopot a fölbe ásott lyukba, feláldoztak egy tyúkot és hét csibét is a táncosok biztonsága érdekében. Miután a táncosok ünnepélyesen, de az istenek iránti alázatukat kifejezve lehajtott fejjel odavonultak az oszlop tövéhez, néhányszor, felváltott irányban megkerülték azt, végül felmásztak rá, utolsóként a csoport vezetője.

## Ruházat
Régen a táncosok ruháját dúsan díszítették madártollakkal, de a spanyol hódítást követően a voladorok öltözete is megváltozott. Ma fejükre egy kendőt csavarnak, amire egy kúp alakú sapkát helyeznek, ennek csúcsát pedig színes, legyezőszerűen összeállított tollakkal díszítik és kis kerek tükröket, valamint a föld termékenységét szimbolizáló virágokat is elhelyeznek rajta. Ugyancsak a sapkáról lóg le egészen az ember hátáig néhány színes szalag, amelyek az eső után kialakuló szívárvány színeit utánozzák. Általában fehér felsőruhájukat egy jobb vállon átvetett, mellkasukon és hátukon ferdén keresztülhúzódó, vörös szövetből vagy bársonyból készült, növényi és állati mintákkal hímzett, arany bojtos szélű sáv keresztezi, és az övükről lelógó félkör alakú ruhadarabon is hasonló díszek láthatók. Nadrágjuk alapszíne is piros, alsó részén gyöngyökkel díszített és szintén arany rojtos. Magassarkú csizmájuk bőrből készül.

## A tánc manapság
A szertartást ma többnyire turisztikai látványosságként adják elő, és nem vágnak ki érte minden alkalommal egy-egy újabb fát, hanem rögzített, és ma már általában acélból készült oszlopokon mutatják be. Az egyik leghíresebb hely, ahol a voladorok megtekinthetők, a Veracruz államban található Papantla, ahol körülbelül 37 méter magas póznájuk van. El Tajín mellett egy 27, a mexikóvárosi Mexikói Nemzeti Embertani Múzeum előtt pedig egy 25 méteres volador-oszlop áll.
Az előadás nem veszélytelen, 2010 októberében és 2013 decemberében is történt olyan baleset, hogy egy-egy volador leesett a póznáról és meghalt.

## Képek

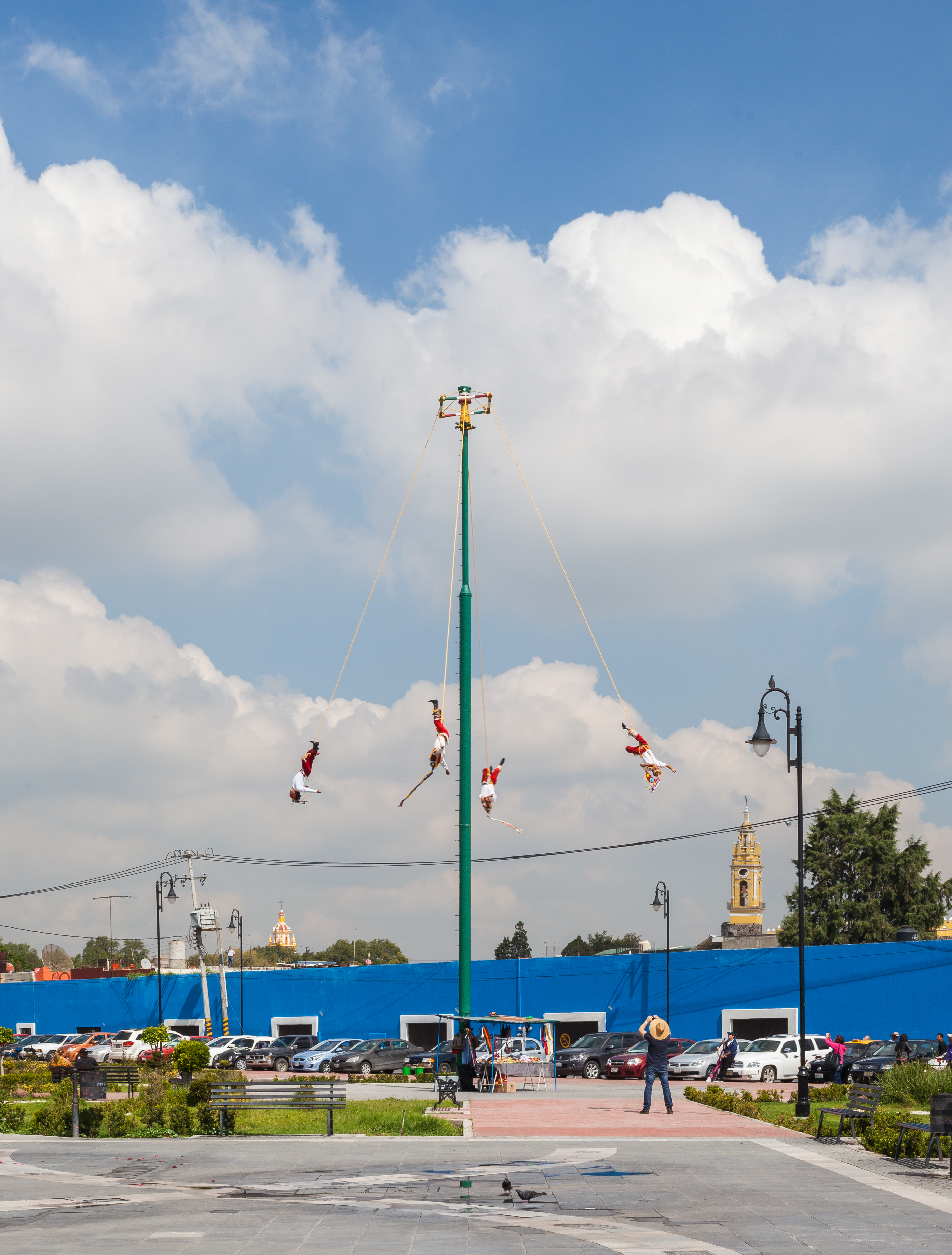
Voladorok
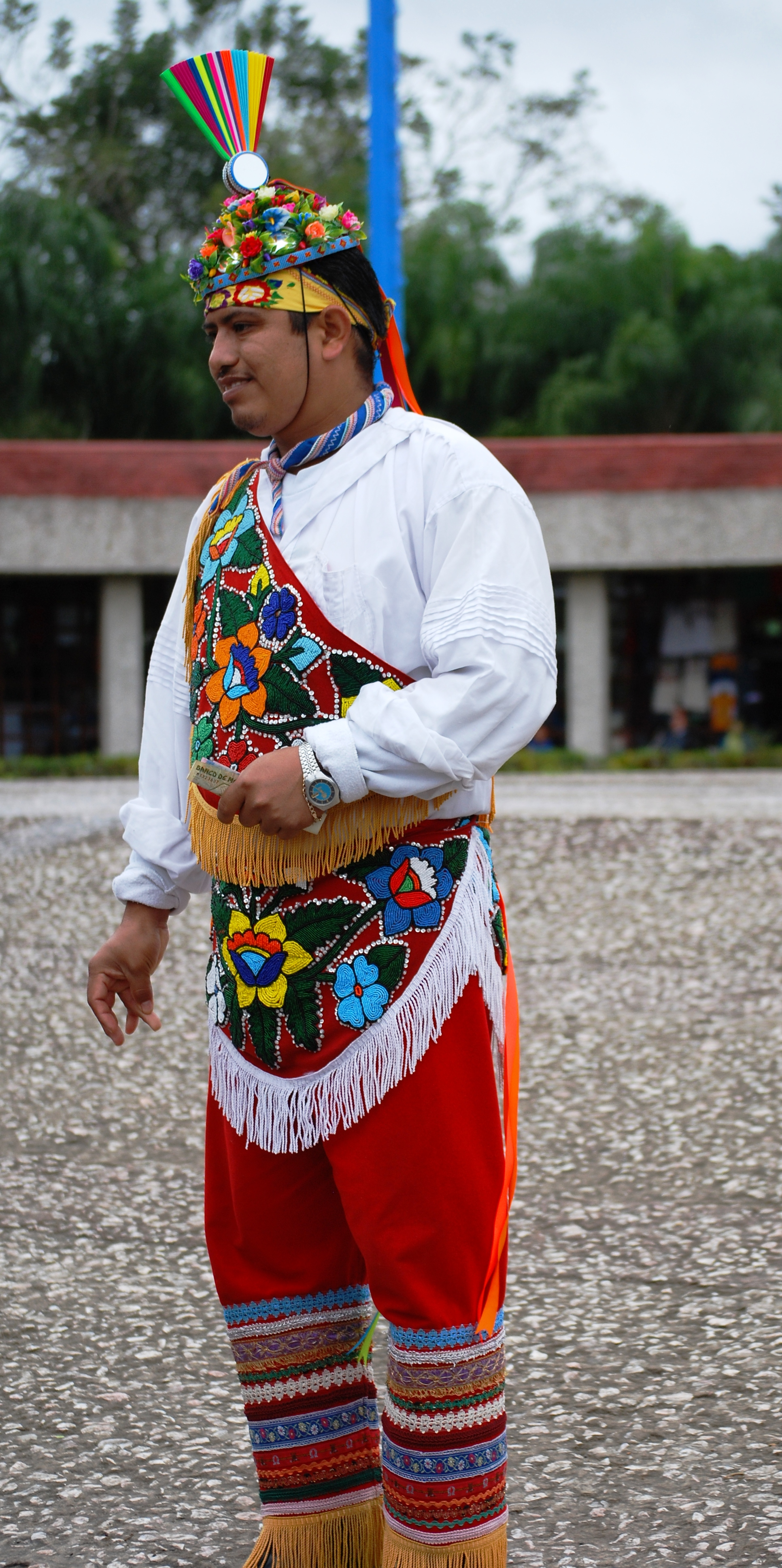
Díszes viselet
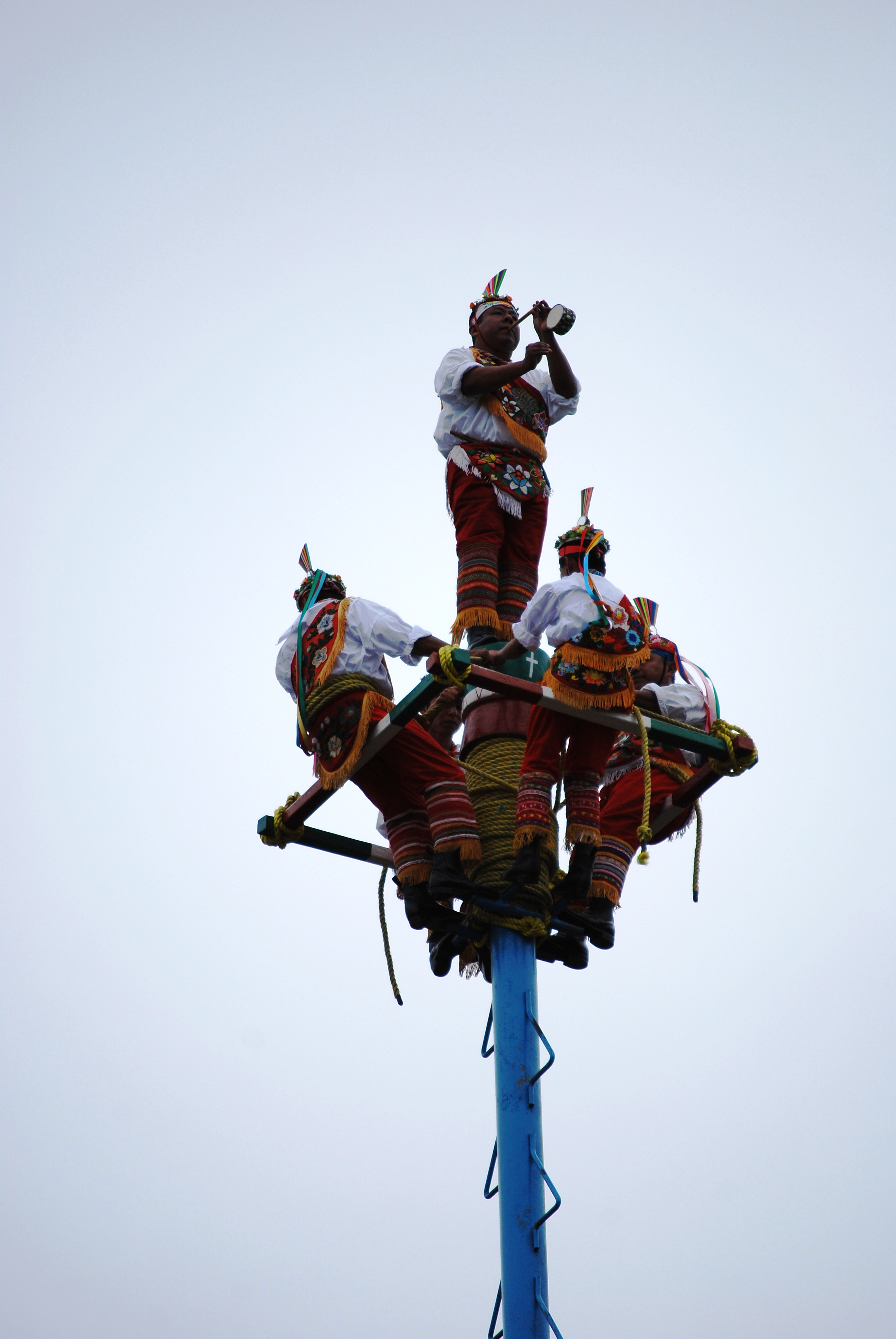
Voladorok leugrás előtt
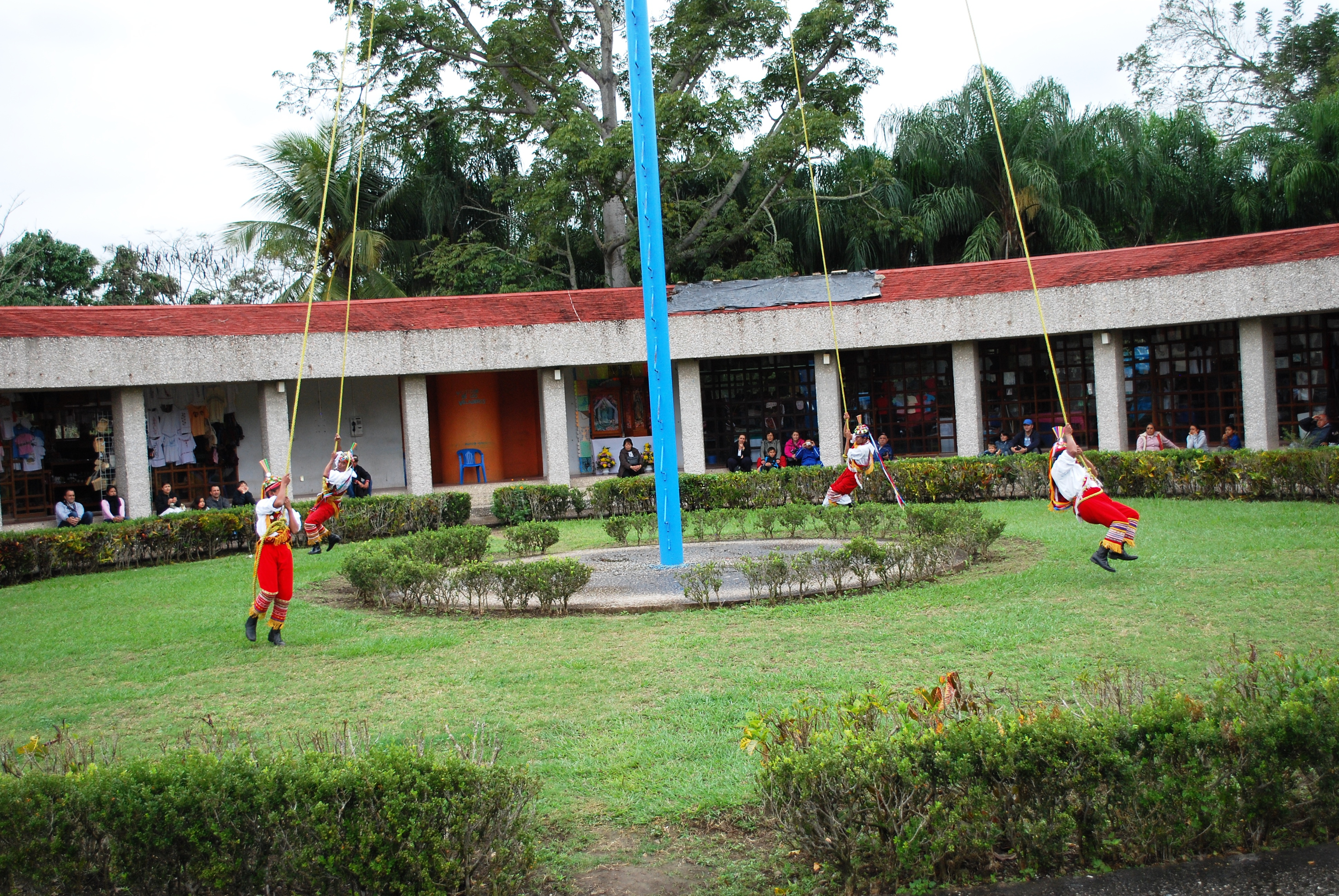
Földet érő voladorok
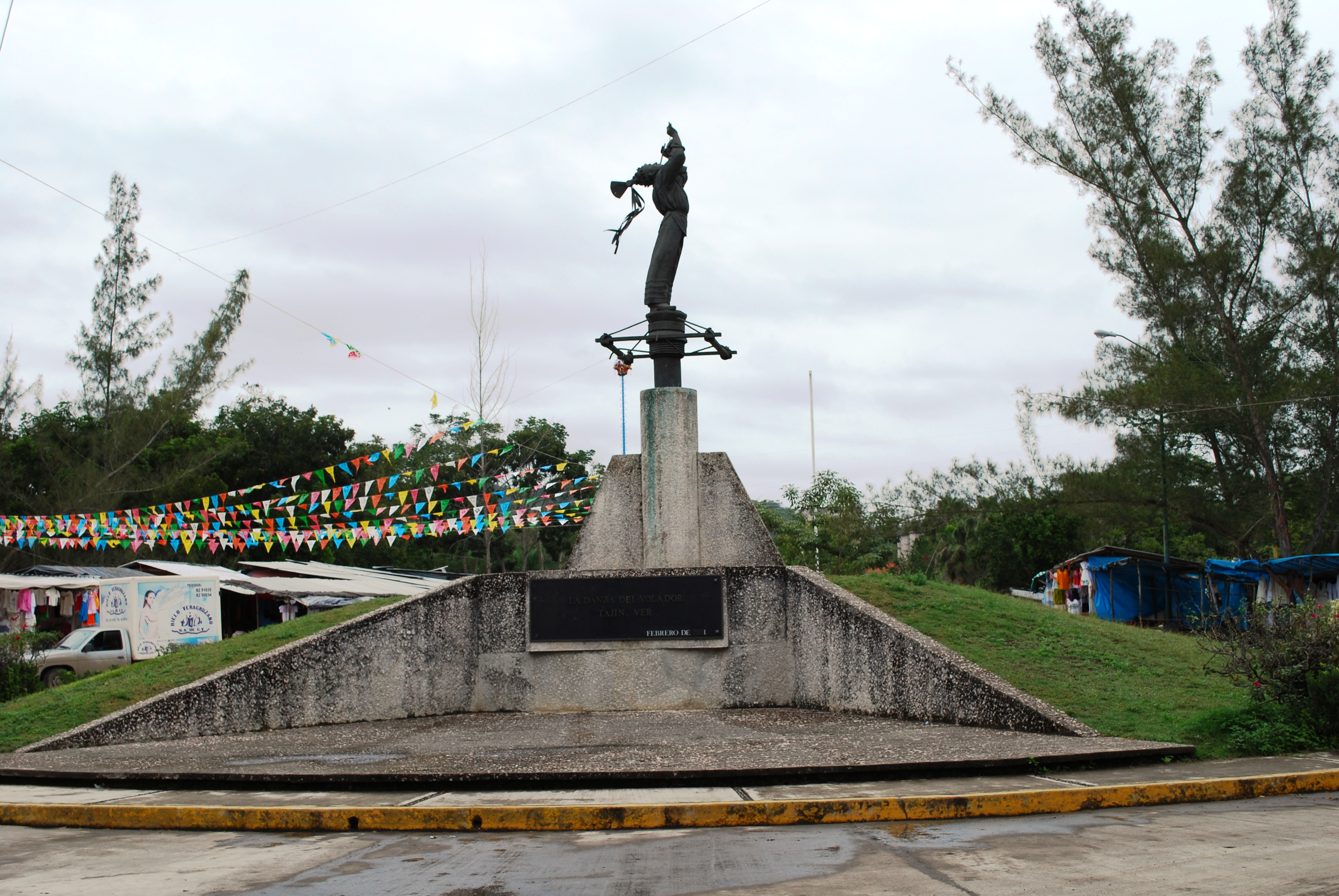
Volador-emlékmű El Tajín mellett